# 西乡县各级文物保护单位列表
以下为陕西省汉中市西乡县各级文物保护单位列表。

## 全国重点文物保护单位
| 名称       | 编号   | 类型   | 所在   | 时期       | 图片 |
| ---------- | ------ | ------ | ------ | ---------- | ---- |
| 李家村遗址 | 6-192  | 古遗址 | 西乡县 | 新石器时代 |      |
| 何家湾遗址 | 7-0426 | 古遗址 | 西乡县 | 新石器时代 |      |

## 陕西省文物保护单位
- 午子观
- 鹿龄寺
- 私渡崖墓群
- 鸡公田起义旧址
- 西乡铁牛

## 汉中市文物保护单位
- 第一批汉中市文物保护单位中有4处，第二批有2处，在洋县境内，已升级。